# Алжиро-испанские отношения
Алжиро-испанские отношения — двусторонние дипломатические отношения между Алжиром и Испанией. Государства расположены географически близко, разделены водами Средиземного моря. Являются членами Организации Объединённых Наций и Союза для Средиземноморья.
В отличие от отношений Испании с Марокко, алжиро-испанские отношения не омрачены прямым территориальным спором, однако существуют разногласия по поводу подхода к решению конфликта в Западной Сахаре.

## История

### Ранний период
Большая часть территорий нынешней Испании и Алжира входила в состав таких государств, как: Римская империя и Арабский халифат.
В XVI веке Испанская империя и Османская империя соперничали за гегемонию в Северной Африке, включая современный Алжир. Испания захватила в 1510 году местность возле города Алжир и удерживала её в течение короткого периода, прежде чем была изгнана Хайреддином Барбароссой в 1529 году. Королевство Тлемсен получило защиту от императора Карла V в обмен на парии, что позволило местному правителю оставаться у власти до османского завоевания в 1555 году.
Испанская империя осуществляла контроль над Ораном (1509—1708; 1732—1792) и соседним портом Мерс-эль-Кебир в течение большей части Раннего Нового времени.

### Современный период
Франкистская Испания официально признала Алжир суверенным государством в 1962 году и приступила к назначению посла. Двусторонние отношения Испании с Алжиром не были хорошими во времена правления каудильо Франсиско Франко, затем пережили кризис в 1977—1978 годах, когда Алжир, не приглашённый во время подписания трехсторонних Мадридских соглашений 1975 года о передаче управления Западной Сахарой, стал оказывать поддержку «Движению за автономию и независимость Канарского архипелага», а также сахаравийским националистам.
8 октября 2002 года государства в Мадриде подписали договор о дружбе, добрососедстве и сотрудничестве. Сотрудничают по вопросам борьбы с терроризмом. Поддержание баланса в отношениям с Алжиром и Марокко, влияет на позицию Испании по конфликту в Западной Сахаре: Алжир привержен референдуму о самоопределении, одновременно призывая Испанию к более твердым обязательствам в этом вопросе на основе её «исторической ответственности».
В 2013 году государства укрепили связи. Алжир и Испания позиционировали себя как важных партнеров в 2015 году, характеризуя отношения как «прочные» по состоянию на 2017 год.
В марте 2022 года после обнародования письма, отправленного председателем правительства Испании Педро Санчесом королю Марокко Мухаммеду VI, в котором он заверил, что предложение о статусе автономии для Западной Сахары, сделанное Марокко в 2007 году, является «самым серьёзным, реалистичным и заслуживающим доверия» предложением по разрешению конфликта. Министр иностранных дел Испании Хосе Мануэля Альбареса заявил, что не будет никаких ответных действий на это заявление со стороны Алжира, однако правительство Алжира вызвало своего посла Саида Мусси из Испании для консультаций. Содержание письма и изменение позиции правительства Испании по конфликту в Западной Сахаре были отвергнуты остальными испанскими политическими партиями, включая «Вместе мы можем», второстепенного члена правительственной коалиции.
В апреле 2022 года президент Алжира Абдельмаджид Теббун заявил, что у Алжира были очень прочные связи с испанским государством, но глава правительства [Педро Санчес] все испортил. Однако, потом добавил, что Алжир никогда не откажется от своих обязательств по обеспечению поставок газа в Испанию, какими бы ни были обстоятельства.
9 июня 2022 года с учетом новой позиции Испании в отношении Марокко и Западной Сахары, Алжир решил приостановить действие договора о дружбе и сотрудничестве. Несколько часов спустя появились сообщения о том, что Алжир приостанавливает внешнюю торговлю с Испанией. Испания, со своей стороны, изучает возможность осуждения действий Алжира в Европейском союзе. Пресс-секретарь ЕС по иностранным делам Набила Массрали заявила, что Брюссель был крайне обеспокоен и попросил Алжир пересмотреть это решение.
10 июня 2022 года Хосе Мануэль Альбарес направился в Брюссель, чтобы поднять этот вопрос и найти способ урегулировать спор с Алжиром. «ЕС готов выступить против любых принудительных мер, применяемых против государства-члена ЕС» — заявили в совместном заявлении глава внешнеполитического ведомства ЕС Жозеп Боррель и вице-президент Европейской комиссии Валдис Домбровскис. Алжир ответил через свое дипломатическое представительство в Брюсселе: «Алжирская комиссия при Европейском союзе сожалеет о поспешности, с которой Европейская комиссия отреагировала без предварительных консультаций или какой-либо проверки с правительством Алжира», добавив: «что касается предполагаемой меры правительства по прекращению текущих транзакций с европейским партнером, то она существует только в умах тех, кто её заявляет, и тех, кто стремится её принять».
11 июня 2022 года министр иностранных дел Алжира Рамтан Ламамра заявил в пресс-релизе, что решение о приостановке Договора о дружбе отвечает «законным соображениям, которые по сути связаны с тем фактом, что партнёр освободился от обязательств и основных ценностей, закреплённых в этом Договоре, тем самым взяв на себя ответственность за отмену этого правового инструмента и его сути и поставив под сомнение его актуальность в отношениях между двумя сторонами указанного договора». Также выразил сожаление и отверг «поспешные и необоснованные заявления», которые были сделаны от имени Европейского союза после «суверенного решения, принятого Алжиром, о приостановке Договор о дружбе», назвав инсинуациями и вопросы, касающиеся поставок газа в Испанию, «фантастическими» и «злонамеренными», учитывая, что сам президент Алжира подтвердил решимость государства выполнять свои договорные обязательства.
В ноябре 2023 года, через 19 месяцев после отзыва посла, Алжир решил вернуть дипломатического представителя в Испанию, Абдельфетаха Дагмума, который впоследствии получил одобрение Совета министров Испании.

## Дипломатические представительства
- У Алжира есть посольство в Мадриде[29] и генеральные консульства в Аликанте и Барселоне[30].
- У Испании имеется посольство в Алжире[31].